# Way-Assauto
La Way-Assauto è un'azienda produttrice di componenti per l'industria meccanica ed automobilistica, fondata a Torino nel 1906 e trasferitasi ad Asti nel 1908.

Parte del gruppo cinese Cijan Group dal 2011, lo stabilimento storico di Via Antica Cittadella è attualmente un sito di archeologia industriale del capoluogo astigiano.

## Storia
Nel 1906 Luigi Way e Alberto Assauto fusero le rispettive aziende con sede a Torino, dando vita alla Way-Assauto. La nuova realtà industriale necessitava di una nuova sede più ampia ed i fondatori valutarono la possibilità di trasferirsi in diverse città piemontesi, tra le quali Asti, Cherasco, Bra, Carmagnola, Saluzzo e Chivasso. La scelta finale ricadde su Asti, grazie alla garanzia di finanziamento da parte della Cassa di Risparmio di Asti con la somma di 100.000 lire. La nuova società si impegnò ad edificare il nuovo stabilimento entro due anni, garantendo l'attività per almeno 25 anni e l'assunzione di almeno 300 addetti iniziali, da portare a 400 con l'arrivo dell'energia elettrica.
Il comune di Asti cedette alla società 30.000 metri quadrati di terreno in zona Cittadella, impegnandosi a fornire il binario di collegamento con la stazione ferroviaria e riconoscendo un'indennità annua di 6.000 lire e l'esonero per 25 anni dal pagamento delle tasse daziarie sulle merci introdotte per la lavorazione a causa dell'assenza della rete elettrica. Lo stabilimento delle Fabbriche riunite Way-Assauto venne inaugurato il 25 gennaio 1908 in via Antica Cittadella e fu portato a pieno regime nel 1910. La produzione dei primi anni riguardava viti, bulloni e dadi in metallo, strutture per l‘edilizia e parti meccaniche per qualsiasi genere di industria.
Nel corso della prima guerra mondiale vennero ampliati gli impianti, e i dipendenti raggiunsero il numero di 4 000, in maggioranza donne. La produzione venne destinata alla guerra, e l'azienda venne dichiarata ausiliaria specializzata in inneschi per l'artiglieria. Alla fine del conflitto i dipendenti diminuirono e a metà degli anni '20 si aggiravano intorno ai 1 000. A seguito della riconversione post bellica la produzione si indirizzò verso componenti per biciclette, ma in seguito alla stipula di un accordo con la FIAT iniziò la produzione di quello che ancora oggi è il prodotto principale dell'azienda, cioè gli ammortizzatori per automobili.
Con lo scoppio della seconda guerra mondiale, essendo fabbrica ausiliaria, la produzione venne indirizzata verso materiale bellico, causando movimenti di protesta da parte dei dipendenti. Nell'immediato dopoguerra, nonostante i danni subiti a causa dei due bombardamenti sulla città, l'efficienza degli impianti era stata mantenuta, ma la scarsità di mezzi di trasporto e la carenza di carbone e nafta rese necessario ricorrere a forni elettrici. Gli operai nel 1945 erano 1 750 ai quali si aggiungevano 115 tra impiegati e dirigenti. All'inizio degli anni '50 gli operai erano 2 000 e la produzione era principalmente volta a ricambi e componenti per cicli e motocicli ed ammortizzatori per auto, mentre era stata abbandonata l'originaria produzione di dadi e bulloni. Tra il 1952 ed il 1956 l'azienda aumentò i profitti pur diminuendo a circa 1 600 il numero di dipendenti.
Negli ultimi decenni del Novecento l'azienda subì diverse acquisizioni e cambi di gestione, che causarono un calo della produzione e del numero dei dipendenti. Nel 2000, con la fusione tra Arvin e Meritor, nello stabilimento si insediò la ArvinMeritor Suspension System Italia. Nel 2006 la Astigiana Ammortizzatori acquisì lo stabilimento di Asti e riprese la denominazione originale di Way Assauto (Waya per gli astigiani), mentre nel 2011 venne acquistata dal gruppo cinese Cijan Group. I problemi legati al calo di produzione e all'occupazione continuarono per alcuni anni, fino al rilancio avvenuto nel 2016 con lo spostamento nella nuova sede produttiva.

## La sede storica
Lo stabilimento storico dell'azienda si trova nell'area sud-est della città tra Via Antica Cittadella, Corso Pietro Chiesa, Via Lamarmora, il Cimitero ebraico e Corso Palestro. In quest'area sorgeva il convento di Santa Maria delle Grazie, eretto dall'Ordine degli agostiniani scalzi nel 1522 ma distrutto già nel 1526 in concomitanza con l'assedio di Asti.
La costruzione dello stabilimento iniziò nel 1906 e si concluse nel 1908. La sua progettazione fu affidata all'ingegnere e architetto Piero Fenoglio, che ipotizzò la creazione di una corte allungata con corpi di fabbrica giustapposti. Le facciate, in laterizio, erano caratterizzate dalla presenza di paraste e finestre ad arco ribassato. La struttura portante in calcestruzzo armato sosteneva la copertura in capriate cementizie.
La struttura inaugurata nel 1908 occupava una superficie di 30.000 metri quadrati di cui 9.000 coperti ed era collegato direttamente alla stazione con un binario lungo 200 metri. Gli ampliamenti della fine degli anni '20 modificarono l‘assetto dell'area circostante rispetto a come era stato pensato nel piano regolatore: il complesso inglobò il tratto terminale di Corso all'Industria e nel 1928 la fabbrica si espanse fino a cancellare la via che avrebbe dovuto fungere da ingresso al cimitero ebraico. Gli ampliamenti videro l'utilizzo di strutture portanti in metallo e l'inserimento di grandi superfici finestrate.
Nel 1955 fu deciso un ampliamento per creare un nuovo reparto di produzione e garantire le commesse della FIAT, mentre le ultime modifiche risalgono agli anni '60 con il rifacimento della palazzina degli uffici, la ristrutturazione dei capannoni e la creazione del parcheggio per i dipendenti. Dal 2016 le attività produttive si sono spostate nella nuova sede in Località Valgera mentre l'edificio storico, dopo alcuni anni di abbandono dovuti alle vicissitudini societarie e ai cambi di proprietà, è ora al centro di un piano di sviluppo legato all'archeologia industriale.